# رنی فن لارهوون
رنی فن لارهوون (هلندی: Renée van Laarhoven؛ زادهٔ ۱۵ اکتبر ۱۹۹۷) بازیکن هاکی روی چمن زن اهل هلند است.